# Sergio Beser
Sergio Beser Orti (Morella, 1934-San Cugat del Vallés, 2010) fue catedrático de Literatura Española en la Universidad Autónoma de Barcelona. Sus trabajos más importantes son los dedicados a la obra de Leopoldo Alas Clarín y Benito Pérez Galdós.

## Vida
Estudió Filología Románica en la Universidad de Barcelona, en donde su tesis doctoral sobre Leopoldo Alas, le convirtió en uno de los mayores especialistas mundiales en la figura de Clarín.
Su carrera docente se inició en la Universidad de Barcelona y le siguieron estancias como profesor de literatura española y catalana las prestigiosas universidades de Durham, Sheffield y Brown. En los últimos años fue catedrático en la Universidad Autónoma de Barcelona.
Beser fue amigo de escritores como Mario Vargas Llosa, Manuel Vázquez Montalbán, Javier Cercas, José Agustín Goytisolo o Joan Oliver

## Obra
- Leopoldo Alas, crítico literario (Gredos, 1968)
- Clarín y La Regenta (Ariel, 1982)
- Leopoldo Alas: teoría y crítica de la novela española (Laia, 1972)
- El árbol de la ciencia: Pio Baroja (Laia, 1983)
- Verba manent. Escritos y ensayos literarios (Academia del Hispanismo, 2010)